# Acnemia stellamicans
Acnemia stellamicans är en tvåvingeart som beskrevs av Chandler 1994. Acnemia stellamicans ingår i släktet Acnemia och familjen svampmyggor.
Artens utbredningsområde är Israel. Inga underarter finns listade i Catalogue of Life.